# Máslak
 Máslak (románul:  Mașloc , németül:  Blumenthal) falu Romániában, a Bánságban, Temes megyében, az azonos nevű község központja. Az első világháborúig Temes vármegye Lippai járásához tartozott.

## Nevének változásai
1839-ben Blumenthal, 1863-ban Blumenthal, Máslok, 1873-ban Blumenthal, Máslak és 1880-ban Máslak az elnevezése.

## Népessége
- 1900-ban 6686 lakosából  3265 volt román, 2873 német, 520 magyar, 28 egyéb (13 szerb )  anyanyelvű; 3436 római katolikus, 3072 ortodox, 61 görögkatolikus, 43 református, 30 evangélikus,  38 zsidó és 6 egyéb vallású.
- 2002-ben a 3985 lakosából 3386 volt román, 307 ukrán, 155 magyar, 98 cigány, 31 német és 2 egyéb, 3610 ortodox, 185 római katolikus, 119 pünkösdista, 29 baptista, 18 református és 24 egyéb vallású vagy ateista.

## Története
Reiszig Ede így ír a településről  Temes vármegye községei című munkájában:
„... A középkorban Arad vármegyéhez tartozott. Az 1332-37. évi pápai tizedjegyzékben Machalaka, Makalaka, Mathalaka alakban, már egyházas helyként fordul elő. 1471-ben, a Szeri Pósafiak kihaltával, a Guthi Országh- és a Nádasdi Ongor-család nyerte adományul. 1475-ben, midőn kérésükre az adományt újból átírták és megerősítették, Máslakot már oppidumnak (város) nevezi a megerősítő levél; 1506-ban azonban már egyszerűen csak birtok és a sződi várkastély tartozéka. Az 1561. évi összeírásban szintén elhagyott faluként van feltüntetve s ekkor Mágócsy Gáspár és Liszthy János voltak a földesurai. A török hódoltság megszüntével: 1717-ben eszközölt összeírásban Maschlok alakban fordul elő, 14 házzal, de az 1723-25. évi és az 1761. évi hivatalos térképeken már csak pusztult helyként szerepel. 1770-71-ben németek telepedtek le a régi Máslak helyén, a hol 93 házból álló telepet építettek. Az új telep neve Blumenthal lett, ama virágos völgy után, hova e gyarmatosok telepedtek. 1783-ban a helység 16 új házzal gyarapodott. 1782-ben ezt is Névery Elek és József vették meg a kincstártól, de nem tudták a vételárt lefizetni s így a helység 1814-ig a kincstáré maradt, a mikor I. Ferencz király, herceg Schwarzenberg Károlynak adományozta. Ez időtől birtokosai ugyanazok voltak, mint Saroltaváréi. Idővel a község régi magyar neve feledésbe menvén, 1833-1850 között a községi pecséteken Virág-Völgye feliratot használt. Később Máslak lett a neve. A római katolikus templomot már a németek letelepedésekor építették. 1778-ban a templom szent Bertalan napjára búcsú-engedélyt nyert. A községbeli régi úrilakot 1788-ban Kevermesi Thököly Péter építtette, ez jelenleg gróf Wimpffen Siegfried tulajdona és jószágigazgatójának lakása. A község melletti dombon, a németek letelepülésekor egy várrom volt, a melynek kőanyagából a települők épületeik alapjait rakták le. Ma már nyoma sincsen. A község határában van az ún. „török kút”, mely még a török világból ered.  „

## Külső hivatkozások
- BANATerra
- térkép
- FÉNYKÉPEK